# 吳永培
吳永培（1965年9月10日—2023年3月22日），行政院農委會嘉義農業試驗分所研究員，臺灣稻米培育專家，培育出台農76號、台農78號、台農81號、台農82號、台農83號等稻米品種。

## 生平
吳永培生於1965年9月10日，中興大學農學碩士畢業後再取得臺灣大學農藝學博士。
1991年，吳永培分發嘉義分所。在助理研究員時期，他就以胚芽、米糠研發出手工美容皂，技術轉移給西螺鎮農會。曾協助吳永培作水稻基因型分析的亞洲蔬菜研究發展中心人員林彥蓉表示，在水稻育種上，吳永培首先引進分子標誌技術到農業改良場試來建立選育實驗室，育種不只追求產量、米質，也重視多元營養成分與拓展多元市場。
1999年起，吳永培利用疊氮化鈉固態化學物質誘變台農67號，經八年選育出台農76號黃金米。2007年，由太保市有機米產銷第一班種植該品種成功。2008年8月9日，吳永培以副研究員身分獲選第32屆全國十大傑出農業專家之一，於陽明山中山樓接受頒獎表揚。12月19日，農委會同意增加天然β胡蘿蔔素攝取、有利眼睛夜盲症預防保養的台農76號，以新品系問世。此外，吳永培培育出胚芽是一般品種3至5倍的台農78號、具抗稻熱病的台農81號。
2011年起，吳永培以副研究員身分帶領團隊在佳里鹽化土地試種能耐鹽的新品種稻米。同年11月16日，他以研究員身分，與副研究員曾東海、助理研究員吳泓書發表水稻新品種台農82號美味米。2012年10月26日，吳永培因培育可耐鹽、且腎臟病患者可食用的台農82號，於母校中興大學獲頒黃文華文教基金會稻作研究獎
2022年12月16日， 嘉義市花海節宣傳會上，吳永培發表新品種香米「秈-23」時說，此種是他以十年時間研發，產量高於台梗9號，且是不因高溫而影響外觀的品種。嘉義市政府與吳永培合作，將台農82號米及「秈–23」，命名為「幸福嘉義米」。
吳永培同事廖大經回憶，吳永培育種具前瞻性，在乾旱成為近年新聞議題前，即投入耐旱品種研究。吳永培曾研發出兩款節水30％至35％的稻米品種，因政府未加以推廣，加上農民不熟悉，並未被大量種植。吳永培繼育成可節水3成的台農83號後，更嘗試以高粱、玉米與水稻作屬間雜交，企圖培育可節水達7成的耐旱水稻。
2023年3月22日，嘉義分所人員注意到吳永培到午餐時間還未出現。晚上6點多，吳永培被發現倒在常巡視的旱田後緊急送醫，依然因心臟血管疾病、心源性休克死亡。